# Agostino Beccari
Agostino Beccari (Ferrara, 1508 ca. – Ferrara, 2 agosto 1590) è stato un drammaturgo e poeta italiano.
Fiorì come autore nel XVI secolo. È considerato l'inventore del genere di componimenti chiamati favole pastorali, nei quali si cimentò anche Torquato Tasso.
A Ferrara studiò filosofia e retorica ed ottenne il dottorato di diritto civile e canonico. Scrisse, nel corso della sua lunga carriera, diversi componimenti poetici di cui però non è rimasta traccia. Di contro, sono i suoi componimenti nel campo del teatro di corte, con i drammi pastorali, che vengono considerati i più rilevanti storicamente.